# Gastrolobium propinquum
Gastrolobium propinquum är en ärtväxtart som beskrevs av Charles Austin Gardner. Gastrolobium propinquum ingår i släktet Gastrolobium och familjen ärtväxter. Inga underarter finns listade i Catalogue of Life.